# Laelia punctulata
Laelia punctulata är en fjärilsart som beskrevs av Butler 1875. Laelia punctulata ingår i släktet Laelia och familjen tofsspinnare. Inga underarter finns listade i Catalogue of Life.